# 아우구스틴 베아

아우구스틴 베아 추기경의 문장

아우구스틴 베아(독일어: Augustin Bea, 1881년 5월 28일 - 1968년 11월 16일)는 예수회 소속의 독일 성서학자이자 추기경이며, 교황 비오 12세의 고해신부였다. 1959년 교황 요한 23세에 의해 로마 가톨릭교회의 추기경으로 서임되었다. 1960년 최초의 교황청 그리스도인일치촉진평의회 의장을 맡았다. 제2차 바티칸 공의회에서 베아는 성서학자들과 교회일치주의자들을 이끌었으며, 다른 기독교 종파 및 유다인들과의 우호적인 관계를 중시하여 비 기독교와 교회의 관계에 대한 선언인 《우리 시대(Nostra Aetate)》가 나올 수 있게 하였다. 베아는 라틴어로 된 여러 권의 책과 430개의 조항을 작성하였다.

## 약력
아우구스틴 베아는 오늘날의 독일 바덴뷔르템베르크주 블룸베르크의 일부인 리트뵈링엔에서 태어났다. 그의 아버지는 목수였다. 아우구스틴 베아는 프라이부르크 대학, 인스부르크 대학, 베를린 대학, 발켄부르크 대학, 네덜란드의 예수회 관구 등에서 공부하였다. 1902년 4월 18일, 학자로서의 삶을 무척 좋아했던 그는 예수회에 입회하였다. 아우구스틴 베아는 1912년 8월 25일 사제 서품을 받았다. 이후 그는 발켄부르크에서 성경학을 가르치기 시작한 시점인 1917년까지는 아헨의 예수회 지역구장으로 활동하였다. 1921년부터 1924년까지 아우구스틴 베아는 독일 예수회의 관구장을 재직하였다. 1930년, 베아는 교황청 성서연구원의 연구원으로 임명되어 19년 동안 재직하였다.
1959년 12월 14일 아우구스틴 베아는 교황 요한 23세에 의해 산사바 성당의 부제급 추기경에 서임되었다. 1960년 6월 6일 그는 기독교의 일치를 도모할 목적으로 새로 구성된 부서인 그리스도인일치촉진평의회의 첫 번째 의장으로 임명되어, 교회 일치 운동의 책임을 맡게 되었다. 그로부터 2년 후인 1962년 4월 5일 베아 추기경의 품급은 주교급으로 격상된 동시에 제르마니아 인 누미디아의 명의대주교에 임명되었다.
베아 추기경은 기관지 감염으로 로마에서 선종하였다. 향년 87세였다. 그의 시신은 리트뵈링엔에 있는 성 제네시오 본당에 안치되었다.